# Moikoinen
Moikoinen est un quartier du district Hirvensalo-Kakskerta à Turku en Finlande,.

## Description
Le quartier de Moikoinen est situé dans la partie orientale de l'île d'Hirvensalo.
Avec Kukola, Moikoinen est l'une des zones les plus habitées de l'île, et Moikoinen dispose de services tels que des garderies, des magasins et une pharmacie.
L'église d'Hirvensalo se trouve dans le quartier.
Une extrémité du pont d'Hirvensalo reliant Hirvensalo au continent se trouve à Moikoinen.

## Galerie

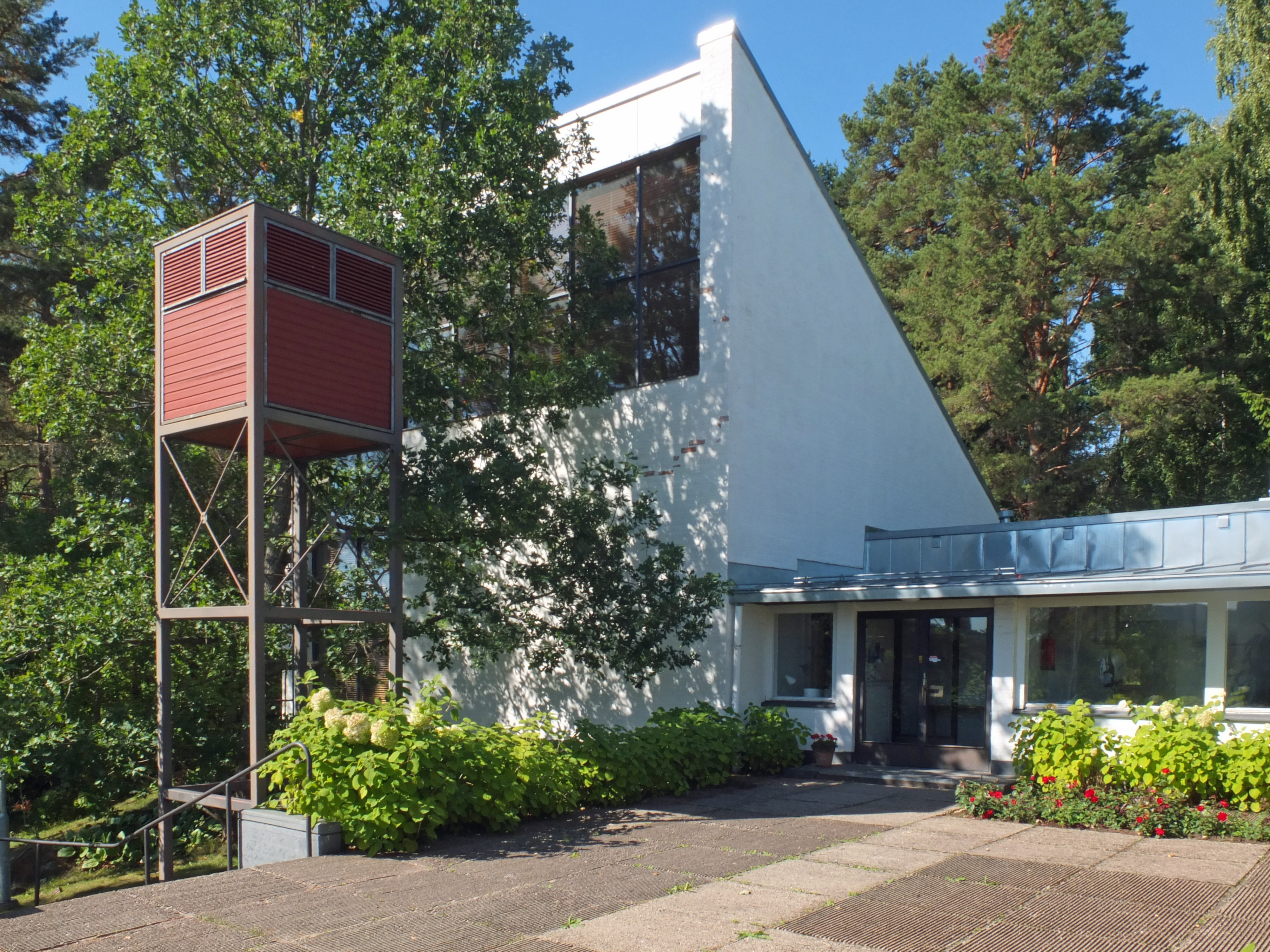
Église d'Hirvensalo
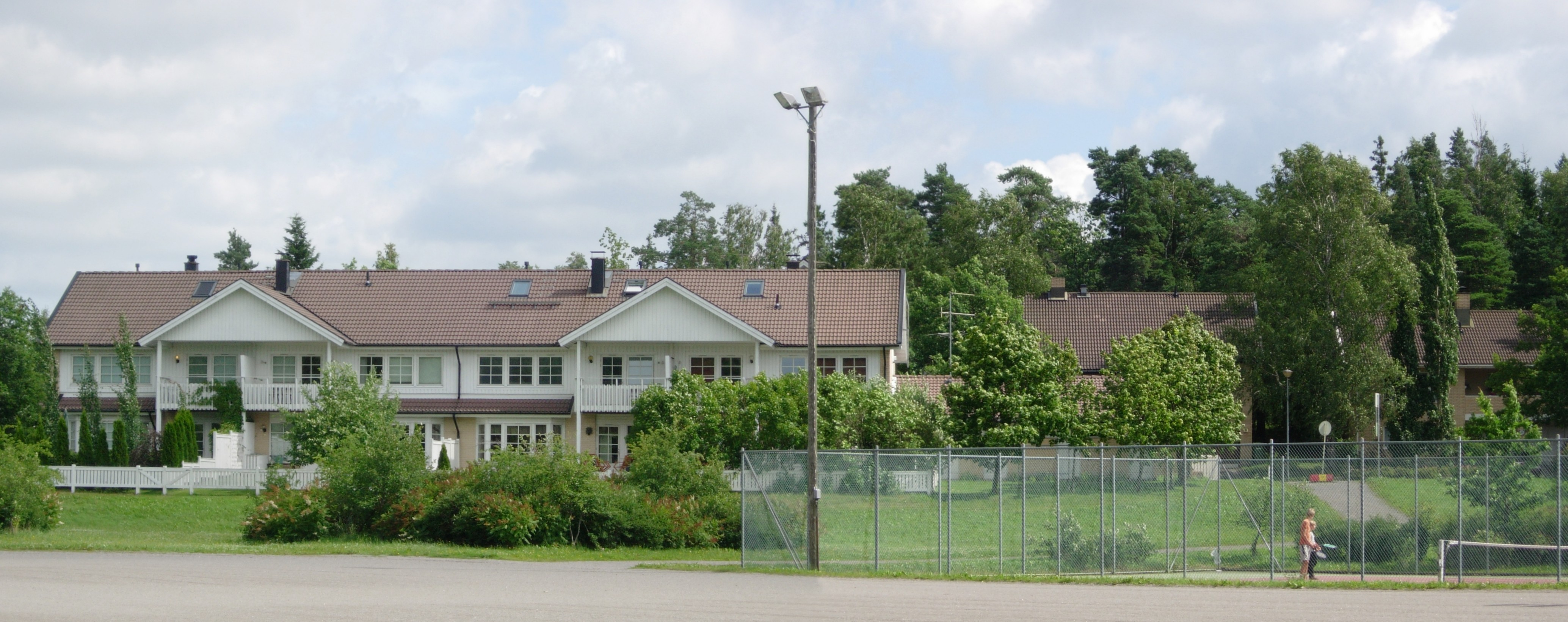
Terrain de tennis de Moikoinen.